# Zazo
Zazo (chiamato anche Tata, Tzazo o Zano; 489 – Ticameron, 15 dicembre 533) è stato un principe e generale vandalo della stirpe degli Asdingi, fratello di Gelimero, ultimo re del Regno nord-africano dei Vandali .

## Biografia
Su ordine del fratello Gelimero, nell'estate del 533 andò con un esercito, composto da 120 navi e 5000 uomini, in Sardegna per reprimere le spinte separatiste di Goda, un funzionario vandalo che era stato incaricato di governare l'isola in nome del re.
Goda, incoraggiato e sostenuto dal popolo sardo, aveva infatti aveva dichiarato l'isola indipendente da Cartagine assumendo il titolo di "rex". In cerca di aiuto ed alleanza, aveva inviato una lettera all'imperatore Giustiniano I dichiarando di essere disposto ad allearsi ad un sovrano giusto come lui piuttosto che ad un tiranno come Gelimero.
In effetti Giustiniano era stato contrariato dalla presa del potere nel 530 di Gelimero, capo della fazione ariana, che aveva deposto suo cugino Ilderico irritando la nobiltà vandala a causa della sua conversione al cattolicesimo. Il ripristino della politica anticattolica di Gelimero fece sì che l'imperatore d'Oriente si erigesse a difensore del deposto re, sostenendo la presa del potere di Goda in Sardegna. Zazo, con un esercito di 5000 uomini , in breve tempo mise fine all'effimero regno sardo e al suo re Goda, che perse la vita presumibilmente nella battaglia che si svolse nelle vicinanze di Cagliari.
Nel frattempo era pronto un corpo di spedizione bizantino di 16.000 soldati e 600 navi: una parte, guidata da Belisario, si diresse in Africa, mentre il duca Cirillo con alcune navi, con a bordo 400 uomini, si diresse verso Cagliari. Dopo aver punito Goda con la morte, Zazo lasciò un piccolo contingente in Sardegna e tornò in aiuto di Gelimero a Cartagine, attaccata dai Bizantini.
Belisario sconfisse Gelimero il 30 agosto del 533 ed occupò Cartagine. L'ultima difesa tentata da Zazo e Gelimero fu inutile. Zazo morì nella battaglia di Ticameron mentre il re Gelimero si arrese qualche tempo dopo chiedendo il perdono dell'imperatore.
Il duca Cirillo nel frattempo assediò Cagliari, che ancora resisteva: ma quando il duca mostrò ai Vandali la testa mozzata di Zazo i difensori si arresero.